# 600 millas
600 millas és una pel·lícula mexicana de 2015, dirigida per Gabriel Ripstein i protagonitzada per Tim Roth. Es va projectar en 2015 en la secció Panorama del 65è Festival Internacional de Cinema de Berlín on va guanyar el premi a la Millor Opera Prima. Va ser una de les catorze pel·lícules preseleccionades per Mèxic per als Premis Oscar de 2015 com a Millor Pel·lícula Estrangera. El 17 de setembre de 2015 va ser seleccionada per a representar a Mèxic per l'Oscar a millor pel·lícula de llengua estrangera. Va ser nominada en la categoria Millor Òpera Prima de Ficció als Premis Platino 2016.

## Argument
L'agent de la ATF Hank Harris intenta detenir a Arnulfo Rubio, qui es dedica al contraban d'armes per a un perillós càrtel mexicà. En un gir d'esdeveniment Harris és segrestat per Rubio, qui planeja lliurar-ho als seus caps. Durant el trajecte de 600 milles, Harris intentés dialogar amb Rubio, i tots dos rivals comencen a conèixer-se, generant una estranya forma d'enteniment.

## Repartiment
- Tim Roth - Hank Harris
- Harrison Thomas - Carson
- Mónica del Carmen - Mamá Rubio
- Kristyan Ferrer - Arnulfo Rubio
- Julian Sedgwick - Ray Wilson
- Craig Hensley - Craig Oldfather
- Orlando Moguel - Bacacho
- Noé Hernández - Martín
- Greg Lutz - Willy
- Harris Kendall - Greta
- Tad Sallee - expositor d'armes

## Producció
Ripstein va produir la pel·lícula amb el director mexicà Michel Franco.] El guió, de Ripstein i Issa López, es va inspirar en l'escàndol de la venda d'armes de l'ATF als càrtels. Ripstein volia centrar la història en els dos personatges, en lloc d’ampliar-la per incloure els líders del càrtel. Va intentar expressar la seva visió de les armes "objectivament, gairebé com un documentalista", ja que ha estat exposat a les armes des de petit; el seu avi el va portar a ell i al seu germà a disparar els caps de setmana, i "el meu germà es va convertir en un tirador excepcional; van caçar ànecs i la meva àvia els cuinava".

## Estrena i recepció
600 millas es va estrenar a la secció Panorama del 65è Festival Internacional de Cinema de Berlín, on va guanyar el premi al millor primer llargmetratge (el segon premi consecutiu per a una pel·lícula mexicana; Güeros d'Alonso Ruizpalacios va guanyar l’any anterior). Ripstein va dedicar el premi al seu fill, "que segurament serà la quarta generació de la nostra família a fer pel·lícules perquè li encanta".
La pel·lícula es va obrir a 150 pantalles a Mèxic el 4 de desembre de 2015, i va ser seleccionada per representar el país en la categoria de millor pel·lícula en llengua estrangera. Quant al procés de rebre una nominació a l'Oscar, Ripstein va dir: "Cal molta pressió; malauradament, la qualitat de la pel·lícula no sempre és decisiva". Els nominats aquell any van representar Colòmbia, França, Jordània, Dinamarca i Hongria (el guanyador final).
El lloc web agregador de revisions Rotten Tomatoes va obtenir una puntuació d'aprovació del 92% basada en 24 ressenyes, amb una mitjana de 7,7 sobre 10. Segons Peter Debruge de Variety, "Ripstein permet passar llargs trams en un silenci gairebé lent, deixant que la tensió es vagi construint a mesura que el SUV viatja més al sud, cap a un territori potencialment perillós". Andrew Pulver de The Guardian va donar a 600 millas tres estrelles de cinc, elogiant l'actuació de Roth i qualificant la pel·lícula de "pel·lícula força emprenedora, construint subtilment la seva relació de poder sense perdre el control del sentit bàsic de la tensió".

## Nominacions i premis

### Premis Ariel
El Premi Ariel és atorgat anualment per l'Academia Mexicana de Artes y Ciencias Cinematográficas a Mèxic. 600 millas va guanyar només dos premis de 13 nominacions.
| LVIII edició dels Premis Ariel | 600 millas                                   | Millor pel·lícula           | Nominat   |
| LVIII edició dels Premis Ariel | Gabriel Ripstein                             | Millor direcció             | Nominat   |
| LVIII edició dels Premis Ariel | Kristyan Ferrer                              | Millor actor                | Nominat   |
| LVIII edició dels Premis Ariel | Tim Roth                                     | Millor actor                | Nominat   |
| LVIII edició dels Premis Ariel | Noé Hernández                                | Millor coactuació masculina | Guanyador |
| LVIII edició dels Premis Ariel | Carlos Jacques                               | Millor direcció artística   | Nominat   |
| LVIII edició dels Premis Ariel | Gabriel Ripstein, Santiago Pérez Rocha       | Millor edició               | Nominat   |
| LVIII edició dels Premis Ariel | Alejandro Vázquez                            | Millors efectes especials   | Nominat   |
| LVIII edició dels Premis Ariel | Edgardo Mejía                                | Millors efectes visuals     | Nominat   |
| LVIII edició dels Premis Ariel | Alejandro de Icaza, Federico González Jordán | Millor so                   | Nominat   |
| LVIII edició dels Premis Ariel | Gabriel Ripstein, Issa López                 | Millor guió original        | Nominat   |
| LVIII edició dels Premis Ariel | Thal Echeveste                               | Millor maquillatge          | Nominat   |
| LVIII edició dels Premis Ariel | Gabriel Ripstein                             | Millor opera prima          | Guanyador |

### Diosas de Plata
Les Diosas de Plata foren atorgades actualment per PECIME. 600 millas va rebre dos premis de sis nominacions.
| 45a edició de les Diosas de Plata | 600 millas                             | Millor pel·lícula  | Nominat   |
| 45a edició de les Diosas de Plata | Gabriel Ripstein                       | Millor Director    | Nominat   |
| 45a edició de les Diosas de Plata | Kristyan Ferrer                        | Millor actor       | Guanyador |
| 45a edició de les Diosas de Plata | Gabriel Ripstein, Issa López           | Millor guió        | Nominat   |
| 45a edició de les Diosas de Plata | Santiago Pérez Rocha, Gabriel Ripstein | Millor edició      | Nominat   |
| 45a edició de les Diosas de Plata | Gabriel Ripstein                       | Millor opera prima | Guanyador |